# Primera División de hockey sobre patines 2017-18
La Primera División 2017-2018 fue la 49.ª edición del torneo de segundo nivel del campeonato español de hockey sobre patines. Fue organizado por la  Real Federación Española de Patinaje. La competición se inició el 7 de octubre de 2017 y concluyó el 27 de mayo de 2018.
Esta categoría estuvo compuesta por un solo grupo con 14 equipos enfrentándose en formato de liga a doble vuelta, ascendiendo los tres primeros clasificados a la OK Liga (primer nivel del campeonato) y descendiendo los tres últimos a las Ligas Autonómicas (tercer nivel del campeonato).

## Equipos participantes
| Club                        | Localidad               | Pabellón                          | Temporada anterior      |
| --------------------------- | ----------------------- | --------------------------------- | ----------------------- |
| Club Patín Alcobendas       | Alcobendas              | Polideportivo José Caballero      | 14° en OK Liga          |
| Club Patí Vilafranca        | Villafranca del Panadés | Pavelló Municipal                 | 15° en OK Liga          |
| Club Patí Manlleu           | Manlleu                 | Pavelló Municipal                 | 16° en OK Liga          |
| Patí Hoquei Club Sant Cugat | San Cugat del Vallés    | Rambla del Celler - Pavelló II    | 4° en Primera División  |
| Club Patí Tordera           | Tordera                 | Pavelló Parroquial de Tordera     | 5° en Primera División  |
| Club Hoquei Sant Feliu      | San Felíu de Codinas    | Pavelló Francesc Cassart          | 6° en Primera División  |
| Hoquei Club Alpicat         | Alpicat                 | Pavelló Municipal Antoni Roure    | 7° en Primera División  |
| Club Hoquei Mataró          | Mataró                  | Pavelló Municipal de Cirera       | 8° en Primera División  |
| Club Patí Vilanova          | Villanueva y Geltrú     | Pavelló de les Casernes           | 9° en Primera División  |
| Club Patí Calafell          | Calafell                | Pavelló Joan Ortoll               | 10° en Primera División |
| SHUM Maçanet                | Massanet de la Selva    | Pavelló Municipal                 | 11° en Primera División |
| Real Club Jolaseta          | Guecho                  | Pabellón Polideportivo Jolaseta   | 1° en Liga Norte        |
| CP Rivas Las Lagunas        | Rivas-Vaciamadrid       | Polideportivo Cerro del Telégrafo | 1° en Liga Sur          |
| Club Patí Taradell          | Taradell                | Pavelló Municipal El Pujoló       | 1° en Nacional Catalana |

Notas:

## Clasificación final
|  | Pos. | Equipo                      | Pt | J  | G  | E  | P  | GF  | GC  | DG  |
|  | ---- | --------------------------- | -- | -- | -- | -- | -- | --- | --- | --- |
|  | 1.   | Club Patí Calafell          | 50 | 26 | 15 | 5  | 6  | 77  | 46  | +31 |
|  | 2.   | Patí Hoquei Club Sant Cugat | 49 | 26 | 14 | 7  | 5  | 104 | 81  | +23 |
|  | 3.   | Club Patín Alcobendas       | 45 | 26 | 13 | 6  | 7  | 63  | 57  | +6  |
|  | 4.   | Club Patí Manlleu           | 45 | 26 | 13 | 6  | 7  | 89  | 67  | +22 |
|  | 5.   | Club Patí Taradell          | 41 | 26 | 12 | 5  | 9  | 83  | 78  | +5  |
|  | 6.   | SHUM Frit Ravich            | 38 | 26 | 10 | 8  | 8  | 81  | 68  | +13 |
|  | 7.   | Club Hoquei Mataró          | 38 | 26 | 11 | 5  | 10 | 76  | 72  | +4  |
|  | 8.   | Club Patí Vilafranca        | 38 | 26 | 10 | 8  | 8  | 65  | 69  | -4  |
|  | 9.   | Hoquei Club Alpicat         | 36 | 26 | 10 | 6  | 10 | 124 | 103 | +21 |
|  | 10.  | Club Patí Vilanova          | 36 | 26 | 10 | 6  | 10 | 70  | 66  | +4  |
|  | 11.  | Club Hoquei Sant Feliu      | 35 | 26 | 10 | 5  | 11 | 90  | 92  | -2  |
|  | 12.  | Club Patí Tordera           | 34 | 26 | 8  | 10 | 8  | 86  | 74  | +12 |
|  | 13.  | CP Rivas Las Lagunas        | 11 | 26 | 2  | 5  | 19 | 58  | 113 | -55 |
|  | 14.  | Real Club Jolaseta          | 7  | 26 | 1  | 4  | 21 | 56  | 136 | -80 |

Leyenda:
      Asciende a OK Liga 2018/19.
      Desciende a Ligas Autonómicas 2018/19.
Notas:
Tres puntos por victoria, uno por empate, cero por derrota.

## Ascensos y descensos
| Variación                                 | Equipos                                                              |
| ----------------------------------------- | -------------------------------------------------------------------- |
| Ascienden a OK Liga 2018/19               | Club Patí Calafell Patí Hoquei Club Sant Cugat Club Patín Alcobendas |
| Descienden a Ligas Autonómicas 2018/19    | Club Patí Tordera CP Rivas Las Lagunas Real Club Jolaseta            |
| Ascienden desde Ligas Autonómicas 2017/18 | Fútbol Club Barcelona B CPP Raspeig Hockey Club Liceo B              |
| Descienden desde OK Liga 2017/18          | CE Arenys de Munt Club Hoquei Palafrugell Asturhockey Club Patín     |